# Гастон Тіссандьє

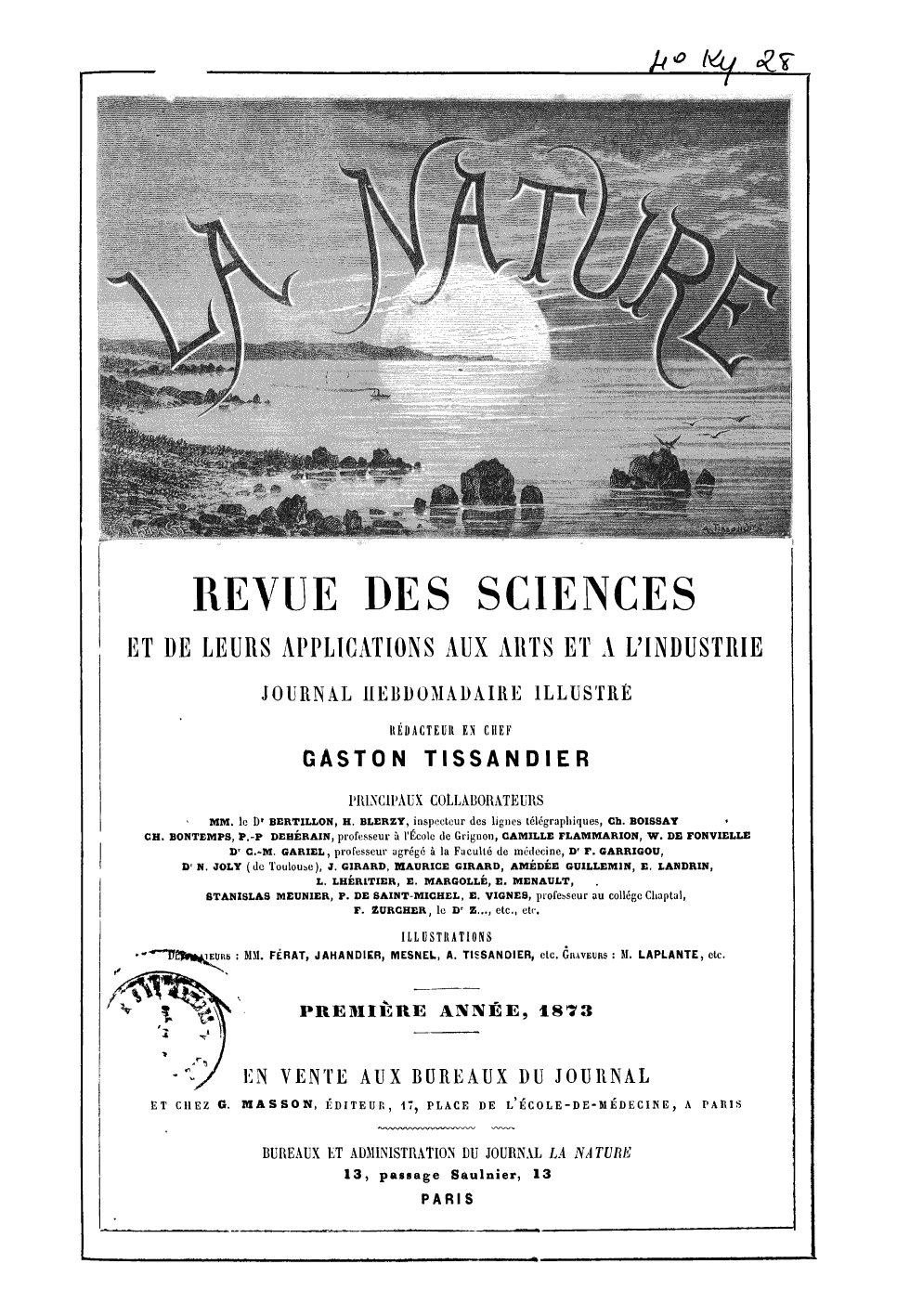
Обкладинка першого числа журналу «La Nature» (1873 рік)

Гасто́н Тіссандьє́ (фр. Gaston Tissandier; 21 листопада 1843, Париж — 30 серпня 1899, Париж) — французький хімік, метеоролог, повітроплавець і редактор. Тіссандьє був засновником та редактором франкомовного наукового журналу «La Nature», а також автором кількох книжок.

## Життєпис
Гастон Тіссандьє народився в Парижі в 1843 році. Вивчав хімію і в 1864 році очолив дослідну лабораторію Національної спілки Франції. Він також був викладачем у Політехнічній асоціації. Зацікавленість метеорологією пробудила в ньому захоплення авіацією.
У 1868 році в м. Кале Тіссандьє разом з напарником, Клодом-Жулем Дюфуром, організував перший політ на повітряній кулі. Вітер відніс їх у море, але згодом супротивний вітер повернув назад, піднявши у вищі шари атмосфери. У вересні 1870 року, під час Франко-прусської війни, йому вдалося покинути обложений Париж на повітряній кулі.
Його найризикованіший політ відбувся у квітні 1875 року. Разом зі своїми напарниками, Жозефом Кроче-Спінеллі та Теодором Сівелем, він зміг досягти на повітряній кулі Зеніт нечуваної тоді висоти — 8 600 метрів. Обидва компаньйони загинули від нестачі кисню в розрідженій атмосфері. Сам же Тіссандьє вижив, але втратив слух.
У 1883 році Тіссандьє встановив електричний мотор виробництва Siemens на дирижабль, здійснивши таким чином перший у світі політ з використанням електричної тяги.
Його брат, Альбер Тіссандьє (1839—1906), був ілюстратором. Син Гастона, Поль Тіссандьє (1881—1944), як і його батько, також став відомим авіатором.

## Роботи вченого
- Eléments de Chimie (1870)
- L'Eau (1867)
- La Houille (1886)
- Histoire de mes ascensions récit de quarante voyages aériens (1868—1886) (1887; German edition 1872)
- En ballon! Pendant le siège de Paris. Souvenirs d'un aéronaute (1871)
- Les Merveilles de la photographie (1874)
- Histoire de la gravure typographique (1875)
- Simples notions sur les ballons (1876)
- A history and handbook of photography (La photographie, 1873)
- Le Grand Ballon captif à vapeur de M. Henry Giffard (1879)
- Les Martyrs de la science (1879)
- Observations météorologiques en ballon. Résumé de 25 ascensions aérostatiques (1879)
- Les ballons dirigeables: Application de l'électricité à la navigation aerienne; [Ouvrage accompagné de 35 fig. et de 4 pl. hors texte] (1885)
- La photographie en ballon, avec une table (1886)
- Histoire des ballons et des aéronautes célèbres (1890)
- La Tour Eiffel de 300 mètres: description du monument, sa construction, ses organes mécaniques, son but et son utilité. Avec une lettre autographie de G. Eiffel (1889)
- Bibliographie aéronautique: Catalogue de livres d'histoire, de science, de voyages et de fantaisie, traitant de la navigation aérienne ou des aérostats (1887)

## Галерея

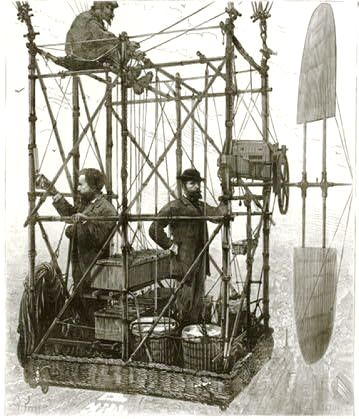
На випробуванні
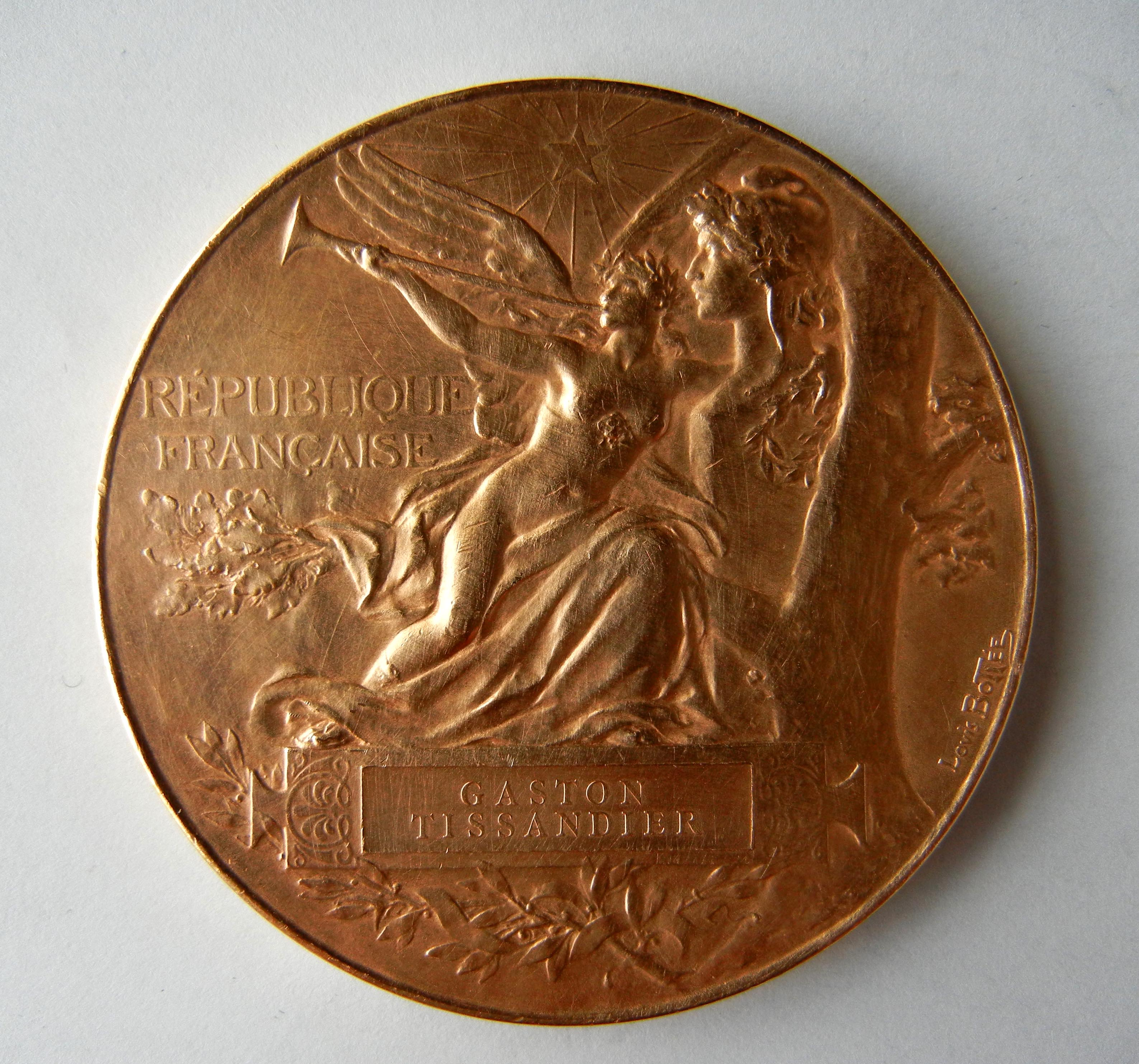
Медаль Паризької світової виставки 1889 року, присуджена Гастону Тіссандьє (реверс)
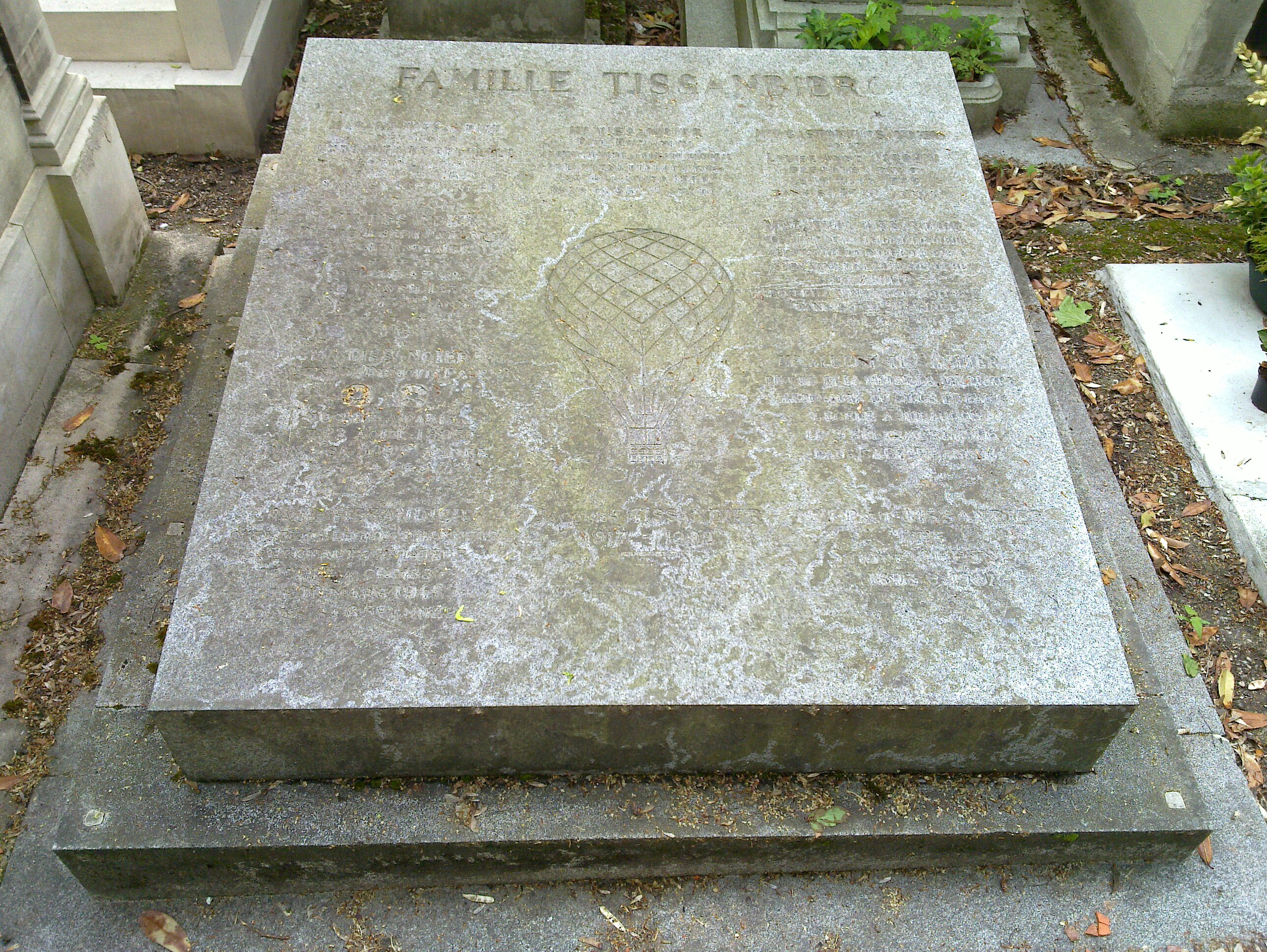
Могила, прикрашена зображенням повітряної кулі